# Хэллоуин 2 (фильм, 1981)
«Хэллоуин 2» (англ. Halloween II) — американский слэшер 1981 года, поставленный режиссёром Риком Розенталем по сценарию и при продюсировании Джона Карпентера. В главных ролях снялись Дональд Плезенс и Джейми Ли Кёртис. Это вторая часть серии фильмов «Хэллоуин», которая является продолжением фильма «Хэллоуин» (1978). Сюжет развивается непосредственно после событий первого фильма: Майкл Майерс следует за выжившей Лори Строуд в местную больницу, а его психиатр доктор Лумис продолжает его преследовать.
Джон Карпентер срежиссировал значительную часть фильма и написал сценарий к сиквелу, однако, осознавая, что не успеет закончить фильм в срок, будучи занятым постановкой другого фильма в тот же период времени, он поручил режиссуру Розенталю. Стилистически «Хэллоуин 2» воспроизводит некоторые ключевые элементы, которые обеспечили успех оригинальному «Хэллоуину», такие как перспектива камеры от первого лица, и фильм начинается сразу после клиффхэнгерной концовки оригинального фильма и должен был (в то время) завершить историю Майкла Майерса и Лори Строуд. В фильме также появляется сюжетный поворот, согласно которому Лори Строуд является сестрой Майкла Майерса. Эта особенность послужила основой повествования серии в последующих фильмах после «Хэллоуина 2», включая ремейк Роба Зомби и его сиквел, но она была отменена, как только Карпентер снова занялся трилогией фильмов 2018 года. Съёмки проходили весной 1981 года, в основном в больнице Морнингсайд в Лос-Анджелесе, штат Калифорния, при бюджете в 2,5 миллиона долларов.
Фильм «Хэллоуин 2» был распространён компанией Universal Pictures, а его премьера в США состоялась 30 октября 1981 года. Фильм имел огромный кассовый успех и собрал более 25 миллионов долларов только на внутреннем рынке, получив положительные отзывы, в частности похвалу за исполнение и атмосферу.

## Сюжет
31 октября 1978 года в Майкла Майерса стреляет его психиатр доктор Сэм Лумис. Он падает с балкона, но выживает и убегает в ночь. Бродя по переулкам, он крадёт кухонный нож у пожилой пары и убивает соседскую девочку-подростка. Тем временем Лори Строуд, которая едва избежала смерти в ту ночь, попадает в Мемориальную больницу Хэддонфилда, а Лумис продолжает преследование Майкла в сопровождении шерифа Ли Брэкетта. Лумис принимает подростка Бена Трамера за Майкла, в результате чего Бен попадает под полицейскую машину и сгорает заживо. Узнав, что его дочь Энни была убита Майклом, шериф Брэкетт обвиняет Лумиса и прекращает поиски, оставив вместо себя помощника шерифа Гэри Ханта.
В больнице фельдшер Джимми начинает испытывать влечение к Лори, но старшая медсестра Вирджиния Алвес ограничивает время, которое он проводит с ней. Услышав сообщение в новостях о местонахождении Лори, Майкл пробирается в больницу, где обрывает телефонные линии и выводит из строя машины. Потом он убивает молотком охранника и заходит в больницу. Он начинает поиски Лори, при этом убивает кипятком медсестру Карен и её бойфренда Бадда, удушив его цепью. В больничной палате Лори видит сон о том, как она узнала, что её удочерили, и вспоминает, что когда-то навещала молодого Майкла в санатории. Джимми и медсестра Джилл Франко ищут в больнице Лори, которая пытается скрыться от Майкла.
Джимми находит тело миссис Алвес, после чего поскальзывается в луже её крови и теряет сознание, получив сотрясение мозга. Тем временем полиции сообщают, что Майкл ранее проник в местную начальную школу, Лумис едет с ними. Его коллега Марион Чемберс приезжает, чтобы сопроводить его обратно в Смитс-Гроув по приказу губернатора и под присмотром маршала США. По дороге она рассказывает ему, что Лори — младшая сестра Майкла; после смерти родителей Майкла она была отдана на удочерение, а документы были засекречены, чтобы защитить семью.
Поняв, что Майкл охотится за Лори, и узнав, что её привезли в Хэддонфилдскую мемориальную больницу, Лумис заставляет маршала под дулом пистолета ехать обратно в Хэддонфилд. Джилл наконец находит Лори, но её убивает Майкл, который затем преследует Лори в больнице. Ей удаётся сбежать на парковку и спрятаться в машине. Вскоре приходит Джимми и пытается отогнать машину в безопасное место, но снова теряет сознание на гудке, предупреждая Майкла. Лумис, Марион и маршал добираются до больницы как раз вовремя, чтобы спасти Лори. Лумис стреляет в Майкла, пока тот не падает и кажется мёртвым. Пока Марион вызывает полицию, маршал пытается проверить пульс Майкла, а Лумис предупреждает его держаться подальше, зная, что тот не умер. Майкл вновь пробуждается и перерезает скальпелем горло маршала.
Лумис и Лори вбегают в операционную, где он отдаёт ей пистолет маршала, после чего Майкл наносит ему удар ножом. Лори стреляет Майклу в оба глаза, ослепляя его. Пока он с силой раскачивается в пространстве, двое наполняют комнату горючим газом. Лумис приказывает Лори выйти, а затем поджигает газ и взрывом уничтожает себя и Майкла. Лори наблюдает, как Майкл, охваченный пламенем, выбирается из огня, а затем окончательно теряет сознание. На следующее утро её переводят в другую больницу, травмированную, но живую.

## В ролях
| Актёр             | Роль                           |
| ----------------- | ------------------------------ |
| Джейми Ли Кёртис  | Лори Строуд                    |
| Николь Друкер     | юная Лори Строуд               |
| Дональд Плезенс   | доктор Сэм Лумис               |
| Чарльз Сайферс    | шериф Ли Брэкетт               |
| Дик Уорлок        | Майкл Майерс (патрульный #3)   |
| Адам Ганн         | молодой Майкл Майерс           |
| Ник Кастл         | Майкл Майерс (архивные кадры)  |
| Тони Моран        | Майкл Майерс (архивные кадры)  |
| Джеффри Крамер    | Грэм                           |
| Ланс Гест         | Джимми                         |
| Памела Сьюзан Шуп | медсестра Карен Бейли          |
| Хантер Вон Лир    | помощник шерифа Гари Хант      |
| Лео Росси         | Бадд Скарлотти                 |
| Глория Гиффорл    | медсестра Вирджиния Алвес      |
| Тоуни Мойер       | медсестра Джилл Франко         |
| Анна Алисия       | медсестра Джанет Маршалл       |
| Форд Рейни        | доктор Фредерик Микстер        |
| Клифф Эммис       | мистер Бернард Гаррет          |
| Нэнси Стивенс     | Мэрион Чэмберс                 |
| Джон Зенда        | маршалл Терренс Гаммелл        |
| Энн Брунер        | Элис Мартин                    |
| Люсиль Бенсон     | миссис Элрод                   |
| Кэтрин Бергстром  | Дебра Лейн                     |
| Энн-Мари Мартин   | Дарси                          |
| Дана Карви        | Барри Макникол                 |
| Билли Уорлок      | Крейг Левант                   |
| Алан Хауфрект     | репортёр Роберт Манди          |
| Кайл Ричардс      | Линдси Уоллес (архивные кадры) |
| Нэнси Лумис       | Энни Брэкетт (камео)           |
| Брайан Эндрюс     | Томми Дойл (архивные кадры)    |
| Джонатан Принс    | Рэнди Лоннер                   |
| Джек Вербуа       | Бен Трамер                     |

## Производство

### Разработка
Карпентер и Хилл, сценаристы первого «Хэллоуина», первоначально рассматривали возможность создания сиквела через несколько лет после событий «Хэллоуина». Они планировали, чтобы Майерс отследил Лори Строуд до её нового дома в многоэтажном многоквартирном доме. Однако позже на собраниях по сценарию обстановка была изменена на больницу Хэддонфилд. Томми Ли Уоллес, который работал в съёмочной группе оригинального фильма, заявил, что «никто не думал о сиквелах» из-за перспективы продолжения, но продюсер Ирвин Ябланс очень хотел снять второй фильм. Когда Ябланс обратился к нему по поводу проекта, Карпентер был в разгаре работы над фильмом «Туман». По словам Ябланса, он планировал спродюсировать «Туман» для Карпентера, но вмешался Роберт Реме и приобрёл права на производство вместе со своей компанией Embassy Pictures. Последовал судебный процесс между Яблансом и Реме, после которого было решено, что Embassy сохранит за собой права на «Туман», а компания Compass International Pictures Яблана получит права на производство «Хэллоуина II».
Продолжение должно было завершить историю Майкла Майерса и Лори Строуд. Третий фильм, «Хэллоуин 3: Сезон ведьм», выпущенный годом позже, содержал сюжет, полностью отличающийся от сюжета первых двух фильмов. Уоллес, который впоследствии руководил «Хэллоуином III», заявил: «Мы намерены создать антологию из сериала, что-то вроде „Ночной галереи“ или „Сумеречной зоны“, только в гораздо большем масштабе, конечно». Когда в интервью 1982 года его спросили, что случилось с Майерсом и Лумисом, Карпентер категорически ответил: «Маска мертва. К сожалению, персонаж Плезенса тоже мёртв».
Позже это было изменено, и персонажи Майкла и Лумис вернулись для нескольких более поздних частей.

### Сценарий
Сценарий «Хэллоуина II» был написан Джоном Карпентером и Деброй Хилл. Карпентер вспоминал, что его написание сценария "в основном было связано с большим количеством пива, сидящим перед пишущей машинкой и говорящим: «Что, черт возьми, я делаю? Я не знаю». В интервью 1981 года журналу Fangoria, Хилл упоминает, что готовый фильм несколько отличается от первоначальных набросков сценария. Получив сценарий, Ябланс был разочарован, так как посчитал его «банальным и предсказуемым». Поворот сюжета о том, что Лори является сестрой Майкла, изначально не планировался ни Карпентером, ни Хилл, но был задуман, по словам Карпентера, «исключительно в связи с тем, что он решил принять участие в продолжении фильма, где, как я думал, осталось не так уж много сюжета». Позже он назвал эту сюжетную линию «глупой» и «безрассудной», хотя она сформировала повествовательную дугу сериала в последующих фильмах. Это было повторено в «Хэллоуине», перезапущенном продолжении франшизы 2018 года, когда внучка Лори Эллисон отвергает идею о том, что Лори и Майкл — братья и сестры, как «просто выдумку людей».
Сценарист Дэнни Макбрайд считал, что Майкл Майерс был бы страшнее, если бы у него не было мотива убивать людей.
Кинокритик Роджер Эберт, который высоко оценил первый фильм, отмечает, что сюжет сиквела был довольно простым: «Сюжет „Хэллоуина II“ абсолютно зависит, конечно, от нашего старого друга — „Идиотского сюжета“, который требует, чтобы все в фильме вели себя все время ведёт себя как идиот. Это необходимо, потому что, если бы кто-нибудь руководствовался здравым смыслом, проблема была бы решена и фильм был бы закончен». Хилл отвергла подобную критику, заявив, что «в триллере то, что говорит персонаж, часто не имеет значения, особенно в тех эпизодах, где цель состоит в том, чтобы создать напряжённость».
Историк Николас Роджерс предполагает, что часть фильма, по-видимому, черпала вдохновение в «современных спорах вокруг самого праздника». Он особо указывает на сцену в фильме, когда маленький мальчик в костюме пирата прибывает в мемориальную больницу Хэддонфилда с лезвием бритвы во рту, отсылая к городской легенде о испорченных конфетах на Хэллоуин. По словам Роджерса, «фильмы „Хэллоуин“ открылись на волне бурных историй о садизме Хэллоуина и явно торговали неопределённостью, связанной с трюком или угощением, и общей безопасностью фестиваля».

### Кастинг
Основной актёрский состав «Хэллоуина» повторил свои роли в сиквеле, за исключением Ника Касла, который сыграл взрослого Майкла Майерса в оригинале. Английский актёр-ветеран Дональд Плезенс продолжил роль доктора Сэма Лумиса, который был психиатром Майерса в течение последних 15 лет, пока Майерс находился в лечебнице Смитс-Гроув. Кёртис (тогда 22 года) снова сыграла няню-подростка Лори Строуд, показанную в этом фильме как младшая сестра Майерса. Кёртис потребовался парик для роли длинноволосой Лори Строуд, так как в то время она сама стриглась короче. Чарльз Сайферс повторил роль шерифа Ли Брэкетта, хотя его персонаж исчезает из фильма, когда обнаруживается труп его дочери Энни (Нэнси Лумис). Нэнси Лумис появляется в роли Энни в эпизодической роли, когда её отец, шериф Брэкетт, закрывает глаза, когда её труп выносят из дома на носилках. Актёр Хантер фон Лир возглавляет розыск Майерса в роли помощника шерифа Гэри Ханта. Он признался в интервью, что никогда не смотрел «Хэллоуин» до того, как получил эту роль. Он заявил: «Я не видел оригинал первым, но, будучи родом из маленького городка, я хотел, чтобы помощник шерифа проявил сострадание». Нэнси Стивенс, сыгравшая коллегу Лумиса по работе медсестру Марион Чемберс в оригинале, также повторила персонажа и получила более важную роль, раскрыв Лумису семейную связь между Лори и Майклом.
Исполнитель трюков Дик Уорлок сыграл Майкла Майерса (как в «Хэллоуине», в титрах указан как «Фигура»), заменив Касла, который начинал карьеру режиссёра. Предыдущий опыт Уорлока в кино был в качестве дублёра в таких фильмах, как «Зелёные береты» (1968) и «Челюсти» (1975), а также в телесериале 1974 года «Колчак: Ночной сталкер». В интервью Уорлок объяснил, как он готовился к этой роли, поскольку Майерс получил гораздо больше экранного времени в сиквеле, чем в оригинале. Уорлок сказал:

Я смотрел сцены, где Лори забилась в шкаф. Майкл прорывается. Она хватает вешалку и засовывает её ему в глаза. Майкл падает, а Лори подходит к двери спальни и садится. На заднем плане мы видим, как Майкл садится и поворачивается к ней в такт музыке. ... Во всяком случае, это и наклон головы были теми вещами, которые я взял с собой в "Хэллоуин II". На самом деле в первом фильме я не видел ничего такого, на что можно было бы повесить шляпу.
Уорлок также утверждает, что маска, которую он носил, была той же самой, которую Ник Кастл использовал в первом фильме. Хилл подтвердила это в интервью.
Актёрский состав второго плана состоял из относительно неизвестных актёров и актрис, за исключением Джеффри Крамера и Форда Рейни. Большинство актёров ранее или позже появлялись в фильмах или телесериалах Universal Studios (дистрибьютор этого фильма). Ранее Крамер играл второстепенную роль помощника шерифа Джеффа Хендрикса в фильмах «Челюсти» и «Челюсти 2» (1978). В «Хэллоуине II» Крамер сыграл доктора Грэма, дантиста, который осматривает обугленные останки Бена Трамера. Рейни был выбран на роль Фредерика Микстера, пьяного врача-ординатора Мемориальной больницы Хэддонфилда. Множество характерных актёров были выбраны в качестве персонала больницы. Многие были знакомыми директора Розенталя. Он сказал интервьюеру: «Я изучал актёрское мастерство у Милтона Катселаса в театре Беверли-Хиллз, и я привёл многих людей из театра в „Хэллоуин 2“». Среди них были Памела Сьюзан Шуп, Лео Росси, Ана Алисия и Глория Гиффорд. Росси сыграл роль Бадда Скарлотти, гиперсексуального водителя скорой помощи; Росси, а также несколько других, таких как Стивенс, посещали занятия по актёрскому мастерству у Розенталя.
Памела Сьюзан Шуп сыграла медсестру Карен Бейли, которую Майерс до смерти ошпарил в больничной терапевтической ванне. Показанная в единственной обнажённой сцене в фильме, Шуп рассказала о съёмках этой сцены и вспомнила, как получила ушную инфекцию: «[Вода] была холодной и грязной. Они разыгрывали это так, как будто вода кипела, но она была абсолютно ледяной! Лео [Росси] и я так замёрзли, что у нас стучали зубы!» Гиффорд и Алисия сыграли второстепенные роли в качестве старшей медсестры миссис Вирджинии Алвес и санитара Джанет Маршалл. Актёр Лэнс Гест сыграл водителя скорой помощи — Джимми. Режиссёр «Последнего звёздного истребителя» Ник Кастл заявил в интервью: «Когда меня назначили на фильм, Лэнс Гест был первым именем, которое я записал в свой список для Алекса после того, как увидел его в „Хэллоуин II“».
Касл добавляет: «Он обладал всеми качествами, которые я хотел, чтобы персонаж выразил на экране, — своего рода невинностью, застенчивостью и в то же время решимостью». Будущая звезда Saturday Night Live и «Мир Уэйна» Дана Томас Карви также ненадолго появляется в неговорящей роли, надевая синюю бейсболку и получая инструкции от тележурналиста. Первоначально у Карви была роль побольше, включая несколько сцен с выступлениями, прежде чем его сцены в конечном итоге были в основном вырезаны.

### Съёмки
Исполнительные продюсеры «Хэллоуина» Ирвин Ябланс и Мустафа Аккад вложили значительные средства в продолжение, которое может похвастаться гораздо большим бюджетом, чем его предшественник: 2,5 миллиона долларов (по сравнению всего с бюджетом оригинала в 320 тыс. долларов). Итальянский кинопродюсер Дино Де Лаурентис оказал помощь в финансировании производства. Обсуждался вопрос о съёмках «Хэллоуина II» в 3-D; Хилл сказал: «Мы исследовали ряд 3D-процессов… но они были слишком дорогими для этого конкретного проекта. Кроме того, большинство проектов, которые мы делаем, включают в себя много ночных съёмок — зло скрывается ночью. Это трудно сделать в 3D». Дин Канди, оператор-постановщик первого фильма, повторил свою роль оператора, отказавшись от съёмок фильма Тоуби Хупера «Полтергейст» (1982), поскольку он чувствовал лояльность к Карпентеру и Хилл.
«Хэллоуин II» был снят в течение шести недель, начиная с 6 апреля 1981 года и заканчивая 18 мая 1981 года.
Большая часть фильма была снята в больнице Морнингсайд в Лос-Анджелес (Калифорния) и общественной больнице Пасадены в Пасадена.
Розенталь вспоминал, что съёмки в общественной больнице Пасадены были чрезвычайно сложными из-за её близости к аэропорту, который часто прерывал съёмку из-за прибывающих самолётов.

#### Выпуск
Не желая расширять своё участие в фильме, Карпентер отказался от режиссуры и первоначально обратился к Томми Ли Уоллесу, художественному директору оригинального «Хэллоуина», с просьбой взять на себя режиссуру. Карпентер сказал одному интервьюеру: «Я уже однажды снимал этот фильм, и мне действительно не хотелось делать это снова». После того, как Уоллес отказался, Карпентер выбрал Розенталя, относительно неизвестного и неопытного режиссёра, чьи предыдущие титры включали эпизоды телесериала «Секреты Мидленд-Хайтс» (1980—1981). Розенталь был выбран режиссёром на основе короткометражного фильма «Башня», который он снял, будучи студентом Американскиого института киноискусства.
Дебра Хилл в какой-то момент также рассматривала возможность стать режиссёром, но не хотела выглядеть «просто протеже» Карпентера.
Стилистически Розенталь попытался воссоздать элементы и темы оригинального фильма, заявив: «Концептуально это совсем не мой фильм. Это продолжение фильма Джона Карпентера и Дебры Хилл… Но в исполнении это моё видение». «Хэллоуин II» начинается с титров, увеличивающих изображение фонаря-Джека, который раскалывается пополам, открывая человеческий череп, что является отсылкой к заглавному эпизоду оригинального фильма, в котором было показано аналогичное увеличение глаза-фонаря Джека. Первая сцена фильма представлена в формате камеры от первого лица, в которой вуайерист Майкл Майерс проникает в дом пожилой пары и крадёт нож с кухни. Розенталь пытается воспроизвести сцены «прыжка», присутствующие в «Хэллоуине», но не снимает Майерса на периферии, где он появлялся во многих сценах оригинала. Под руководством Розенталя Майерс является центральной фигурой в большинстве сцен. Розенталь также заявил, что он попытался воспроизвести визуальные элементы предыдущего фильма: «Пока мы [зрители] не попадём в больницу… Как только мы окажемся там, я получу определённую свободу: длинные коридоры, угрюмое тёмное освещение и все такое». В интервью блогеру Люку Форду Розенталь объясняет:

Первый фильм, в котором я когда-либо снимался «[Хэллоуин II]», был сиквелом, но предполагалось, что это будет прямое продолжение. Это началось через минуту после окончания первого фильма. Вы должны очень постараться, чтобы сохранить стиль первого фильма. Я хотел, чтобы это было похоже на двухчастный концерт. На вас лежит ответственность и ограничения установленного стиля. Это была та же самая команда. Моя философия заключалась в том, чтобы сделать больше триллера, чем слэшера.
Решение включить больше крови и наготы в сиквел было принято не Розенталем, который утверждает, что именно Карпентер решил сделать фильм намного более кровавым, чем оригинал. Уоллес объясняет: «С момента выхода „Хэллоуина“ фильмы ужасов изменились. Там была инфляция с точки зрения насилия, запёкшейся крови и того, что вы видели на экране, до такой степени, что Джон [Карпентер] чувствовал себя как в коробке, он не мог делать то же самое, что делал „Хэллоуин“». Согласно официальному сайту фильма, «Карпентер пришёл и срежиссировал несколько эпизодов, чтобы подчистить некоторые работы Розенталя». Один из рецензентов фильма отмечает, что «Карпентер, обеспокоенный тем, что зрители слэшеров сочтут картину слишком „ручной“, переснял несколько сцен смерти с большим количеством запёкшейся крови».
Когда Карпентера спросили о его роли в режиссёрском процессе, он сказал интервьюеру:

Это долгая, очень долгая история. Это был проект, в который я был вовлечён в результате нескольких различных видов давления. Я не имел никакого влияния на режиссуру фильма. Я оказал влияние на постпродакшн. Я видел черновой вариант "Хэллоуина II", и это было совсем не страшно. Это было примерно так же страшно, как сериал "Судмедэксперт Куинси". Поэтому нам пришлось проделать некоторую постпродакшн-работу, чтобы привести его хотя бы в соответствие с конкурентами.
Розенталь был недоволен изменениями Карпентера. По сообщениям, он жаловался, что Карпентер «испортил [мой] тщательно продуманный фильм». Несмотря на это, многие графические сцены содержали элементы, ранее не встречавшиеся в кино. Роджер Эберт утверждает: «В этом фильме впервые на моей памяти крупным планом показана игла для подкожных инъекций, вводимая в глазное яблоко». Фильм часто классифицируется как фильм-сплэттер, а не как фильм-слэшер из-за повышенного уровня запёкшейся крови.

### Саундтрэк
Карпентер сочинил и исполнил партитуру вместе с композитором Аланом Ховартом, который ранее участвовал в «Звёздный путь» (1979) и работал с Карпентером над несколькими проектами, включая «Побег из Нью-Йорка» (1981), «Хэллоуин 3: Сезон ведьм» (1982), «Кристина» (1983) и «Князь тьмы» (1987). Партитура фильма представляла собой вариацию композиций Карпентера из «Хэллоуина», в частности, знакомую фортепианную мелодию главной темы, сыгранную в составное время 5/4 ритм. Партитура была исполнена на синтезаторном органе, а не на фортепиано — как в первом фильме. Один из рецензентов BBC описал пересмотренную партитуру как «более жуткую, готическую».
В фильме прозвучала песня «Mr. Sandman» в исполнении The Chordettes, которая позже будет показана в начальных сценах «Хэллоуин: 20 лет спустя». Рецензенты прокомментировали решение включить эту песню в фильм, назвав подборку «интересной» и «не той песней, которую вы бы ассоциировали с подобным фильмом». Песня хорошо сработала, чтобы «имитировать ситуацию Лори (много спит), [заставляя] некогда невинно звучащие тексты казаться угрожающими в фильме ужасов». Другой критик счёл включение песни «неуместным» и спросил: «О чем было „это“?»
| Оценки критиков | Оценки критиков |
| Источник        | Оценка          |
| --------------- | --------------- |
| AllMusic        | [ 37 ]          |

Хэллоуин II — это саундтрек Джона Карпентера к фильму 1981 года одноимённый фильм. Он был выпущен в 1981 году на лейбле «Varèse Sarabande». Расширенное издание, посвящённое 30-летию, было выпущено в 2009 году через «Alan Howarth Incorporated».
Вся музыка написана John Carpenter, except as noted.
| №                   | Название                          | Автор(ы)            | Artist(s)           | Длительность |
| ------------------- | --------------------------------- | ------------------- | ------------------- | ------------ |
| 1.                  | «Halloween Theme»                 |                     |                     | 4:27         |
| 2.                  | «Laurie's Theme»                  |                     |                     | 2:50         |
| 3.                  | «He Knows Where She Is!»          |                     |                     | 1:07         |
| 4.                  | «Laurie and Jimmy»                |                     |                     | 3:03         |
| 5.                  | «Still He Kills (Murder Montage)» |                     |                     | 4:35         |
| 6.                  | «The Shape Enters Laurie's Room»  |                     |                     | 1:33         |
| 7.                  | «Mrs. Alves»                      |                     |                     | 1:43         |
| 8.                  | «Flats In the Parking Lot»        |                     |                     | 1:25         |
| 9.                  | «Michael's Sister»                |                     |                     | 3:00         |
| 10.                 | «The Shape Stalks Again»          |                     |                     | 3:03         |
| 11.                 | «In the Operating Room»           |                     |                     | 1:48         |
| 12.                 | «Mr. Sandman»                     | Pat Ballard         | The Chordettes      | 2:20         |
| Общая длительность: | Общая длительность:               | Общая длительность: | Общая длительность: | 30:54        |

| №                   | Название                         | Автор(ы)            | Artist(s)           | Длительность |
| ------------------- | -------------------------------- | ------------------- | ------------------- | ------------ |
| 1.                  | «Halloween II Theme»             |                     |                     | 4:30         |
| 2.                  | «Laurie's Theme»                 |                     |                     | 2:54         |
| 3.                  | «He Knows Where She Is»          |                     |                     | 1:08         |
| 4.                  | «Laurie and Jimmy»               |                     |                     | 3:03         |
| 5.                  | «Still He Kills»                 |                     |                     | 4:32         |
| 6.                  | «The Shape Enters Laurie's Room» |                     |                     | 1:35         |
| 7.                  | «Mrs. Alves»                     |                     |                     | 1:45         |
| 8.                  | «Flats In the Parking Lot»       |                     |                     | 1:27         |
| 9.                  | «Michael's Sister?»              |                     |                     | 3:05         |
| 10.                 | «The Shape Stalks Again»         |                     |                     | 3:04         |
| 11.                 | «Operation Room»                 |                     |                     | 1:50         |
| 12.                 | «Mr. Sandman»                    | Pat Ballard         | The Chordettes      | 2:22         |
| 13.                 | «Halloween II Suite A»           |                     |                     | 10:05        |
| 14.                 | «Halloween II Suite B»           |                     |                     | 5:04         |
| 15.                 | «Halloween II Suite C»           |                     |                     | 6:34         |
| 16.                 | «Halloween II Suite D»           |                     |                     | 3:34         |
| 17.                 | «Halloween II Suite E»           |                     |                     | 8:08         |
| 18.                 | «Halloween II Suite F»           |                     |                     | 5:10         |
| Общая длительность: | Общая длительность:              | Общая длительность: | Общая длительность: | 70:28        |

- Джон Карпентер — композиция, исполнение
- Алан Ховарт (композитор) — программирование синтезатора, секвенирование, монтаж, запись, продюсирование

### Пост-продакшн
Фильм был главным образом отредактирован Марком Голдблаттом. Скип Скулник, редактор, которому одновременно было поручено отредактировать телевизионную нарезку оригинального «Хэллоуина», был приглашён Карпентером и Хиллом для просмотра нарезки «Хэллоуина II» в то время. Скулник и Карпентер провели выходные, редактируя фрагмент фильма Голдблатта, в итоге вырезав около 14 минут. Во время этого процесса редактирования Карпентер понял, что существует неразрешённая сюжетная дыра: было неясно, как Майкл Майерс смог отследить Лори до больницы. Чтобы решить эту проблему, Карпентер снял эпизод, в котором маленький мальчик идёт по улице с портативным радио, воспроизводящим передачу новостей об убийствах и местонахождении Лори; когда мальчик идёт, он случайно натыкается на Майкла и продолжает идти. По словам Уорлока, Карпентер также снял крупным планом горящее тело Майкла, показанное в конце фильма, а также последовательность убийств Энн Брунер, девочки-подростка, которую Майкл убивает в начале фильма.

## Релиз
Чтобы рекламировать «Хэллоуин II», «Universal» напечатала плакат, на котором был изображён череп, наложенный на тыкву.

### Театральный показ
Права на театральное распространение фильма «Хэллоуин II» были проданы Universal Pictures. Компания Universal выпустила фильм 30 октября 1981 года в Соединённых Штатах на 1211 экранах. Фильм собрал 7 446 508 долларов в первый уик-энд, заняв первое место в прокате. В то время как валовые доходы сиквела побледнели по сравнению с 47 миллионами долларов оригинала, он был успешным сам по себе, превысив доходы других фильмов того же жанра, выпущенных в 1981 году: «День окончания школы» (23,9 миллиона долларов), «Пятница, 13-е, часть 2» (21,7 миллиона долларов), «Омен 3: Последняя битва» (20,4 миллиона долларов) и «Вой» (18 миллионов долларов). «Хэллоуин II» имел кассовый успех, став вторым по кассовым сборам фильмом ужасов 1981 года после «Американский оборотень в Лондоне» (30,5 миллионов долларов). На международном уровне «Halloween II» был выпущен по всей Европе, но он был запрещён в Западной Германии и Исландии из-за графического насилия и наготы; более поздний релиз 1986 года на домашнем видео был запрещён в Норвегии. Фильм был показан в Канаде, Австралии, на Филиппинах и в Японии.

### Критика
На агрегаторе рецензий веб-сайте Rotten Tomatoes рейтинг одобрения фильма составляет 30 % на основе 46 отзывов, с средневзвешенным рейтингом 4,8/10. Критический консенсус сайта гласит: «„Хэллоуин II“ продолжает с того места, на котором остановился его предшественник, и быстро заходит в тупик, из которого франшиза потратила бы десятилетия, пытаясь найти выход». На Metacritic, который присваивает рецензиям нормализованный рейтинг, фильм имеет средневзвешенный балл 40 из 100, основанный на 11 критиках, что указывает на «смешанные или средние отзывы».
Несколько критиков были недовольны усилением насилия в фильме, в том числе кинокритик Кевин Томас из Los Angeles Times, который раскритиковал фильм за его «предосудительное содержание», резюмируя, что «„Хэллоуин II“, как реприза, просто нагромождает большее количество трупов».
Роман Куни из Calgary Herald отметил, что, хотя фильм «не похож на кровавую баню, которой были другие фильмы подобного рода, некоторые сцены убийств настолько болезненно ужасны, что кажутся безвкусными и более чем просто огорчающими», и добавил, что сюжет «скорее удобен, чем сложный, полагающийся на набор бесхарактерных личностей, как множество костяшек домино, ожидающих, когда их опрокинут».
Роджер Эберт из Chicago Sun-Times выразил аналогичные чувства, написав, что «Хэллоуин II» представляет собой «падение величия», которое «даже не пытается отдать должное оригиналу». Он также прокомментировал: «Вместо этого он пытается превзойти все другие жестокие ограбления „Хэллоуина“ за последние несколько лет».
Майкл Маза из The Arizona Republic оценил фильм как продолжение известной тенденции слэшера, отметив, что Карпентер и Хилл, похоже, «перенимают несколько трюков у своих подражателей (в первую очередь „Пятница, 13-е“)».
Джанет Маслин из The New York Times вместо этого сравнила фильм с другими сиквелами ужасов и недавно выпущенными слэшерными фильмами того периода, а не с его предшественником: «По стандартам большинства последних фильмов ужасов, это — как и его предшественник — классный акт.» Она отмечает, что «в преступлениях есть некоторое разнообразие, как и в персонажах, и аудитория, скорее всего, будет больше кричать в напряжённые моменты, чем в страшные». Маслин поаплодировал актёрскому составу и Розенталю и заключил: «Возможно, это не так уж много, чего можно требовать от фильма ужасов, но это больше, чем многие из них предлагают».
Рецензия Дэвида Пири в журнале Time Out дала фильму Розенталя положительные оценки, заявив: «Розенталь не плотник, но он неплохо подражает визуальному стилю последнего в этом продолжении». Он написал, что персонаж Майерса эволюционировал со времён первого фильма, превратившись в «агента Абсолютного зла».
Историк кино Джим Харпер предполагает, что «Время было немного справедливее к фильму», чем первоначальные критики. Оглядываясь назад, «многие критики пришли к выводу, что это значительно лучше, чем множество имитационных слэшеров, которые наводнили жанр в восьмидесятых».
Как и оригинальный «Хэллоуин», этот и другие фильмы-слэшеры попали под огонь критики феминисток. По словам историка Николаса Роджерса, академические критики «рассматривали фильмы-слэшеры со времён „Хэллоуина“ как унизительные для женщин в такой же решительной манере, как жёсткая порнография».
В 1982 году «Academy of Science Fiction, Fantasy & Horror Films», США, номинировала фильм на две премии Saturn Award: лучший фильм ужасов и лучшая мужская роль для Плезенса. Фильм проиграл «Американскому оборотню в Лондоне» (1981), а Харрисон Форд был выбран вместо Плезенса за его роль в «В поисках утраченного ковчега» (1981).
Карпентер позже сказал, что он считал поворот фильма о том, что Лори и Майкл были братьями и сёстрами, плохой идеей и что он придумал это только потому, что был пьян и искал больше материала для включения в телевизионную версию первого фильма NBC.
Квентин Тарантино раскритиковал «Хэллоуин II» и каждое последующее продолжение по той же причине, назвав его «плодом с ядовитого дерева, потому что Лори не сестра Маски».

### Телевизионная версия
Альтернативная версия «Хэллоуина II» (иногда называемая «Телевизионной нарезкой») транслировалась по сетевому телевидению с начала 1980-х годов, при этом большая часть графического насилия и крови была отредактирована, а многие второстепенные дополнительные сцены добавлены, в то время как другие удалены. Эта часть фильма была выпущена в 2012 году компанией «Scream Factory» на их коллекционном издании Blu-ray, а затем снова в 2014 году в качестве отдельного DVD, сопровождающего набор Blu-ray Deluxe Edition «Complete Collection», в котором представлены целые серии.
Телевизионная версия длится примерно 92 минуты, что примерно на минуту меньше, чем в театральной версии. Есть также много правок. Предполагается, что убийство доктора Микстера все ещё происходит, но остаётся за кадром; как и убийство Джанет, хотя диалог указывает на то, что она также могла пойти домой в конце своей смены вместо того, чтобы быть убитой. Сцена, в которой Майкл преследует Элис, переделана так, чтобы подразумевать, что вместо этого он нападает и убивает её соседку миссис Элрод. Открытие Джимми миссис Смерть Алвеса и его последующее скольжение в луже крови были значительно сокращены (или вообще удалены на некоторых отпечатках) и перенесены непосредственно перед взрывом, в результате которого погибли Майерс и Лумис. Удар ножом Джилл менее нагляден, и стон с земли подразумевает, что она, возможно, пережила это. Также добавлены сцены, в которых Майкл отключает электричество (это объясняет тёмную обстановку на протяжении всей второй половины фильма) и включается генератор энергии. Существует также дополнительный диалог между Лори и Джимми, Лори и миссис Алвес, Джанет и Карен, Карен и мистер Гаррет, Бад и Карен, Джилл и Джимми и так далее. Ещё одним заметным отличием является убийство маршала. В театральной версии ему перерезают горло, в то время как в телевизионной версии оно смягчено, когда Майкл хватает его и наносит удар сзади (без каких-либо подробностей). В то время как театральная версия заканчивается смертью Майкла Майерса и доктора Лумиса и оставляет зрителей в неведении относительно того, выживет ли Джимми, в телевизионной версии есть расширенная концовка, показывающая Джимми живым (с перевязанной раной на голове от падения) в машине скорой помощи с Лори Строуд. Они держатся за руки, и Лори говорит: «Мы сделали это».

### Выпуск на VHS и DVD
«Halloween II» был впервые выпущен на VHS, видеодиске и лазерном диске в 1982 году, «MCA/Universal Home Video» а позже GoodTimes Entertainment. В 1998 году Good times выпустила фильм на DVD в неанаморфной версии. Три года спустя, 18 сентября 2001 года, «Universal Home Video» выпустила анаморфный широкоэкранный DVD.
Фильм получил свой первый североамериканский Blu-ray релиз 13 сентября 2011 года на лейбле Universal, выпущенный в качестве 30-летнего юбилейного издания. Этот релиз сразу же вызвал споры из-за того, что Universal удалила кредит «Мустафа Аккад Подарки» и заменил его на «Universal, компания MCA, представляет»… шрифтом, который не соответствовал остальным начальным титрам. Сын Аккада, Малек, назвал этот трюк "отвратительным. Это позор… объективно, любой поклонник ужасов счёл бы это оскорблением человека, который так много сделал для сериала. И чтобы прийти после его трагической смерти, его даже нет рядом, чтобы защитить себя. Это бесклассово. Сейчас я разговариваю с Universal, и они «изучают это». Тем не менее Аккад всё ещё был указан на упаковке. Поклонники немедленно призвали к бойкоту диска и создали страницу Facebook. 28 ноября Universal начала рассылать электронные письма, в которых объявлялось, что пересмотренный Blu-ray теперь доступен, и владельцам предыдущего диска предлагалось предоставить студии свой «адрес и номер телефона в дневное время», чтобы получить замену.
Scream Factory, дочерняя компания Shout! Factory, 18 сентября 2012 года переиздала фильм в двухдисковом коллекционном издании Blu-ray с новыми специальными функциями, включая два аудиокомментария, два «закулисных» эпизода, удалённые сцены, альтернативный финал, театральный трейлер, теле- и радиопостановки и фотогалерею. Коллекционное издание также содержит телевизионную нарезку, а также загружаемый сценарий фильма. Этот релиз на Blu-ray восстанавливает репутацию Аккада. Blu-ray Scream Factory был переупакован и переиздан в 2014 году как часть «Полной коллекции» компании, в которой представлена вся серия фильмов.
В октябре 2021 года Scream Factory выпустила «Halloween II» в формате 4K Ultra HD.
Фильм был отсканирован с оригинального негатива камеры, и передача была одобрена кинематографистом Дином Канди. Аудио опции включают в себя новый микс Dolby Atmos, а также предыдущий микс DTS-HD 5.1 и оригинальный двухканальный микс фильма, представленный в DTS-HD 2.0. Входящий в комплект Blu-ray также оснащён новым 4k scan и Atmos mix. Третий DVD также включает в себя телевизионную нарезку, которая была доступна в предыдущих коллекционных изданиях Scream Factory.

### Мерчандайзинг
Студия Trick or Treat Studios выпустила серию официально лицензированных масок, костюмов и реквизита «Хэллоуин II» от Universal Studios, начиная с октября 2012 года. Некоторые из них включают маску Майкла Майерса «Хэллоуин II», маску Майкла Майерса «Хэллоуин II» с кровавыми слезами, реквизит Майкла Майерса и комбинезон Майкла Майерса.

### Новелизация
Литературная адаптация сценария была напечатана в мягкой обложке для массового рынка в 1981 году писателем ужасов и научной фантастики Деннисом Этчисоном под псевдонимом Джек Мартин. Новеллизация Этчисона была распространена издательством Kensington Books и стала бестселлером. В начале каждой главы также представлены чёрно-белые кадры из фильма с подписями.

## «Убийства на Хэллоуин II»
Инцидент, имеющий незначительную связь с фильмом, усилил отношение к сильному воздействию насилия в средствах массовой информации на молодёжь. 7 декабря 1982 года Ричард Делмер Бойер из Эль-Монте (Калифорния) убил Фрэнсиса и Эйлин Харбитц, пожилую пару в Фуллертоне, Калифорния, что привело к судебному разбирательству «Люди против Бойер» (1989). Бойер нанёс паре 43 ножевых ранения. Согласно стенограмме судебного заседания, защита Бойера заключалась в том, что он страдал от галлюцинаций в резиденции Харбица, вызванных «фильмом „Хэллоуин II“, который обвиняемый смотрел под воздействием ПХФ, марихуаны и алкоголя». Фильм был показан присяжным, и психофармаколог «указал на различные сходства между его сценами и видениями, описанными обвиняемым».
Бойер был признан виновным и приговорён к смертной казни. Инцидент стал известен как «Убийства на Хэллоуин II» и был показан в коротком эпизоде на канале TNT «MonsterVision», ведущим которого был кинокритик Джо Боб Бриггс. После судебного процесса моральные критики встали на защиту фильмов ужасов и отвергли призывы запретить их. Томас М. Сипос, например, заявил:
В конце концов, было бы глупо запрещать фильмы ужасов только потому, что Бойер утверждает, что думал, что он воспроизводит «Хэллоуин II», или запрещать автомобили из-за того, что домохозяйка из Техаса Клара Харрис намеренно сбила своего мужа. Также не имеет смысла запрещать полезные в других отношениях предметы, такие как наркотики или оружие, только потому, что некоторые люди злоупотребляют ими.